# Placitum

În epoca merovingiană și în cea carolingiană placitum era numită o adunare publică sau o instanță publică în care un suveran (sau un nobil reprezentant al suveranului) se sfătuia cu aristocrații (vasalii săi) asupra aspectelor militare și legislative, promulgarea legilor predominnd asupra funcțiilor judiciare. Natura acestor adunări este descrisă de Hincmar de Reims, prelat și consilier al regelui Carol cel Pleșuv, în scrierea sa De ordini palatii.
Această adunare, convocată de suveran, a dispărut după domnia lui Carol cel Pleșuv, dar termenul a continuat să fie folosit după sfârșitul Evului Mediu și în Epoca modernă timpurie.
În diplomatică termenul placitum este înțeles ca fiind un document emis de curtea regală diferit de alte documente prin modul de prezentare al conținutului său.

## Epoca merovingiană
Placitum în timpul Dinastiei Merovingiene era o adunare a oamenilor liberi pe care suveranul o convoca cel puțin o dată pe an, adesea primăvara. După înființarea Imperiului Franc în Galia (sfârșitul secolului al V-lea – începutul secolului al VI-lea) această adunare a fost numită „Câmpia din martie” (în latină campus martius, în franceză Champ de mars) deoarece avea loc în luna martie. Deoarece participanții la adunare veneau călare, iar caii aveau nevoie de hrană ce nu putea fi procurată ușor în luna martie, Pepin cel Scurt a decis în anul 755 ca această adunare să aibe loc în luna mai fiind numită în consecință „Câmpia din mai” (în franceză Champ de mars). La aceste adunări erau luate decizii strategice, însă regele putea aborda și subiecte de interes general ca de exemplu noi legi sau judecarea vreunui aristocrat.

## Epoca carolingiană
În epoca Dinastiei Carolingiene se țineau anual două astfel de adunări. În octombrie adunarea avea o formă restrânsă și reunea principalii consilieri care discutau toate problemele referitoare la anul următor, discuțiile aveau loc cu ușile închise și deciziile rămâneau secrete. În mai avea loc o adunare generală (placitum generale) în care suveranul îi reunea pe vasalii săi (conți și episcopi principali ai regatului). Aceasta era o ședință deschisă, iar discuțiile aveau loc conform unei agende aprobate de suveran reprezentând o listă stabilită la adunarea din octombrie. Hotărârile luate de placitum nu erau obligatorii pentru împărat, dar deciziile luate dimpotrivă, erau obligatorii pentru vasali. La finalul unui placitum decretele, legile sau hotărârile luate erau înscrise într-un document făcând posibilă verificarea respectării lor.
Moment cheie al comunicării, aceste adunări reprezentau, de asemenea, o oportunitate pentru ca monarhul să-și manifeste energia într-un discurs menit să-i determine pe participanți să adere la deciziile sale.
După Carol cel Mare, placitum nu a mai fost un simplu instrument auxiliar al puterii, mai marii imperiului exercitând o influență din ce în ce mai importantă în formularea legilor, participarea lor la adunare având ca scop apărarea propriilor interese.

## Placitumca document
Primul astfel de document (placitum) al unui rege merovingian datează din anul 643. 
Din perioada merovingiană s-au păstrat 19 astfel de documente, opt dintre ele datând din timpul domniei regelui Carol Martel. După anul 780 au fost emise doar două placitum în favoarea unor beneficiari din nordul Alpilor.
În timpul domniei lui Ludovic cel Pios, documentul a dispărut complet. În timp ce placitum lipsește cu desăvârșire în Francia Răsăriteană, câteva astfel de documente au supraviețuit din Francia Occidentală. Pepin I al Aquitaniei a emis din nou un placitum și în prezent există încă trei astfel de documente emise în timpul lui Carol cel Pleșuv și Carol al III-lea al Franței.
Pentru Regatul Burgundiei, istoricul Alexandre Pahud a publicat șase placitum din timpul Rudolfinilor (iulie 908 - iunie 1006), analizând procedurile, rolul suveranului, puterea instanței și metodele de validare a actelor juridice.